# Anker-Record

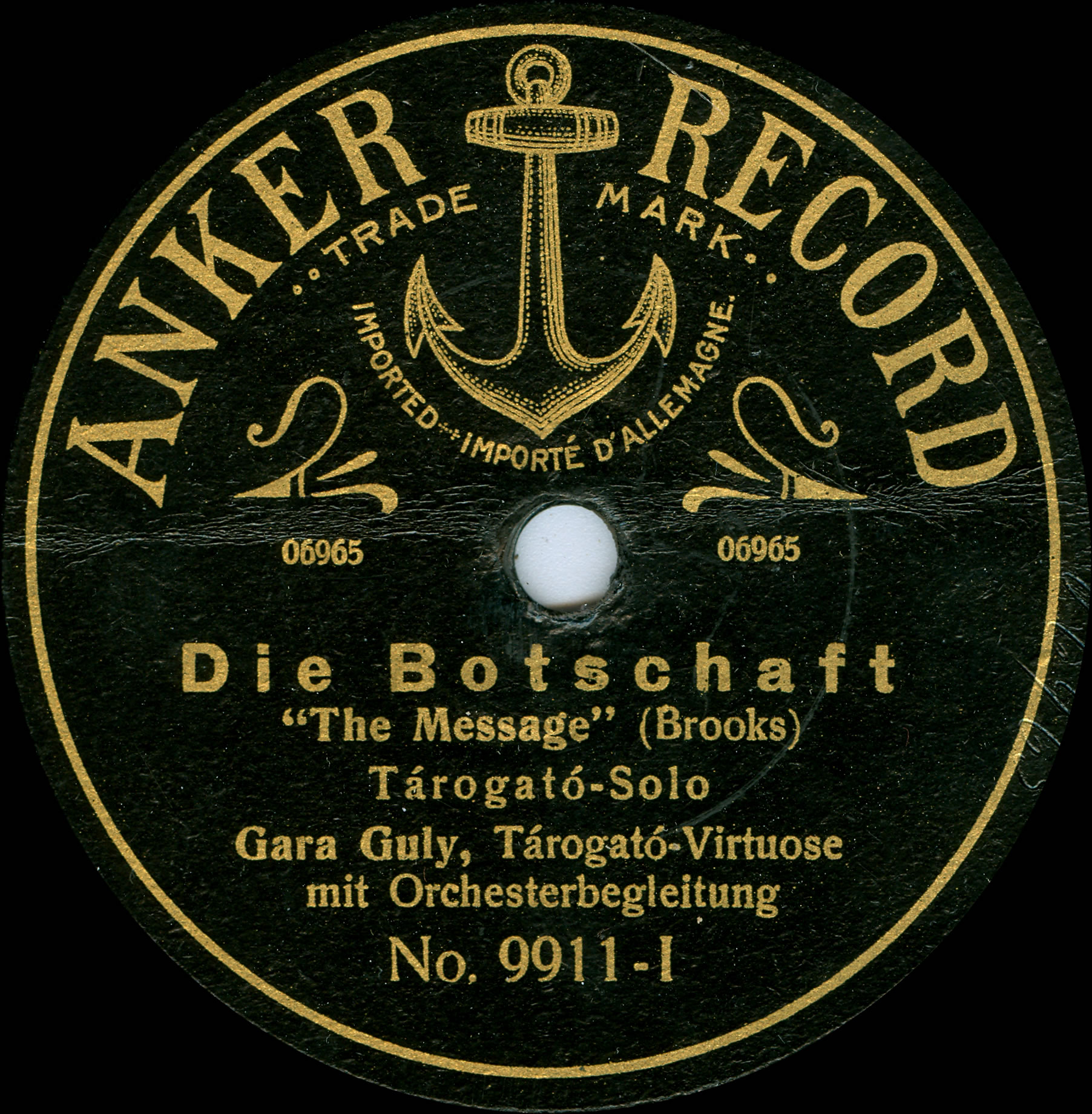
„Anker Record“-Label für das Solo des Tárogatóisten Gara Guly mit Orchesterbegleitung, um 1915

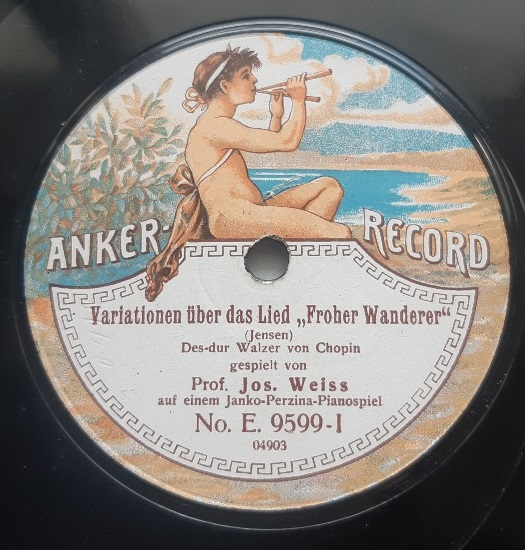
Flöte spielender Jüngling auf einer „ANKER-RECORD“-Schellackplatte von 1911;
„Variationen über das Lied ‚Froher Wanderer‘ (Jensen) Des-dur Walzer von Chopin gespielt von Prof. Jos. Weiss auf einem Janko-Perzina-Pianospiel No. E. 9599-I 04903“

Anker–Record auch: Anker-Rekord, war eine Anfang des 20. Jahrhunderts genutzte Schutzmarke für Schallplatten (Schellackplatten).
Der auf den Platten aufgebrachte Aufkleber enthielt zeitweilig einen stilisierten Anker als Logo sowie Angaben zum Musikstück, den Namen der Interpretin sowie die fortlaufende Seriennummer des Titels.

## Geschichte
Das Anker-Schutzmarke wurde anfangs von der Firma F. Adolf Richter & Co. in Rudolstadt in Thüringen genutzt. Die Tonaufzeichnungen erfolgten bis 1906 durch die in Berlin ansässige National Phonogramm GmbH.
Ebenfalls in Berlin, wo auch die Master geschnitten wurden, erfolgte ab Dezember 1907 die Produktion der mutmaßlich im Anker Tonaufnahme-Studio aufgenommenen Musikstücke durch die Anker Phonogramm Gesellschaft, die auch den Verkauf der Tonträger händelte.
Später wurden die „Anker Rekord-Schallplatten“ wie auch die durch Deutsches Reichspatent (D.R.P.) geschützten „Anker-Resonanz-Sprechapparate“ gemeinsam mit Produkten der ehemaligen Mitbewerberin Kalliope ausschließlich über die Berliner Firma Menzenhauer & Schmidt, Inhaber Henry Langfeld, fabriziert und verkauft.